# Takahiro Yokomichi

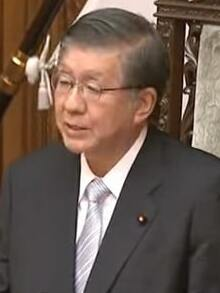
Takahiro Yokomichi, 2010

Takahiro Yokomichi (jap. 横路 孝弘, Yokomichi Takahiro; * 3. Januar 1941 in Sapporo, Hokkaidō; † 2. Februar 2023) war ein japanischer Politiker und war von 1996 bis 2017 Abgeordneter im Shūgiin, dem Unterhaus des nationalen Parlaments, für den 1. Wahlkreis Hokkaidō. Von 1983 bis 1995 war er Gouverneur von Hokkaidō, von 2005 bis 2009 Shūgiin-Vizepräsident, anschließend bis 2012 -Präsident. Von 2016 bis 2017 gehörte er zur Demokratischen Fortschrittspartei (engl. DP), innerhalb der Partei führte er die Yokomichi-Gruppe (offiziell: 新政局懇談会, Shin-seikyoku Kondankai), die ihren Ursprung in der Demokratischen Partei (engl. DPJ) hatte und ursprünglich überwiegend aus ehemaligen Sozialdemokraten bzw. Sozialisten bestand.

## Leben
Yokomichi ist der Sohn des sozialistischen Shūgiin-Abgeordneten und ehemaligen Gouverneurskandidaten Yokomichi Setsuo. Nach seinem Studienabschluss 1966 an der rechtswissenschaftlichen Fakultät der Universität Tokio arbeitete er als Anwalt in Sapporo. 1969 starb sein Vater, und er wurde bei der Wahl im Dezember desselben Jahres für die Sozialistische Partei Japans (SPJ, engl. ab 1991 SDPJ, davor JSP; ab 1996 Sozialdemokratische Partei, engl. SDP) in dessen Wahlkreis Hokkaidō 1 (5 Mandate; Unterpräfekturen Ishikari und Shiribeshi) ins Shūgiin gewählt, dem er danach zunächst bis 1983 angehörte.
Yokomichi wurde 1983, 24 Jahre nach der gescheiterten Kandidatur seines Vaters, als Unabhängiger mit SPJ-Unterstützung gegen den von der LDP unterstützten Vizegouverneur zum Nachfolger von Dōgakinai Naohiro als Gouverneur von Hokkaidō gewählt. 1987 und 1991 wurde er für zwei weitere Amtszeiten im Amt bestätigt. 1995 überließ er das Amt Vizegouverneur Tatsuya Hori.
Für die gerade gegründete DPJ wurde Yokomichi 1996 im neuen Einmandatswahlkreis Hokkaidō 1 (Teile der Stadt Sapporo) erneut ins Shūgiin gewählt und dort danach viermal in Folge wiedergewählt. Nach der Shūgiin-Wahl 2005 wurde er zum Vizepräsidenten des Shūgiin gewählt, nachdem der bisherige Amtsinhaber Kansei Nakano (DPJ) seinen Sitz verloren hatte. Nach dem demokratischen Wahlsieg 2009 wurde er am 16. September 2009 zum Präsidenten des Shūgiin gewählt. In seinen Amtszeiten als Vizepräsident und Präsident war er wie heute meist üblich fraktionslos.
In der DPJ war Yokomichi mehrfach stellvertretender Parteivorsitzender (1999, 2000 und 2002) und 2004 im Schattenkabinett verantwortlich für das Ressort Gesundheit, Arbeit und Soziales. 2002 bildeten DPJ-Abgeordnete, die vor der Parteigründung zur SPJ gehört hatten, unter Yokomichis Vorsitz eine gemeinsame Faktion, das Shin-Seikyoku Kondankai.
Bei der Shūgiin-Wahl 2012, als die Demokratische Partei alle Wahlkreise in Hokkaidō verlor, unterlag Yokomichi um rund 6.000 Stimmen dem bisherigen Präfekturparlamentsabgeordneten Toshimitsu Funahashi (LDP), führte mit dieser knappen Wahlkreisniederlage aber die DPJ-Liste Hokkaidō an und gewann einen der beiden Sitze der Demokraten im Verhältniswahlblock Hokkaidō. 2014 gewann er den Wahlkreis mit über 10.000 Stimmen Vorsprung zurück. 2016 kündigte er an, sich zur nächsten Shūgiin-Wahl aus der Politik zurückziehen zu wollen und kandidierte folglich nicht bei der Wahl 2017.